# Christian Maintz

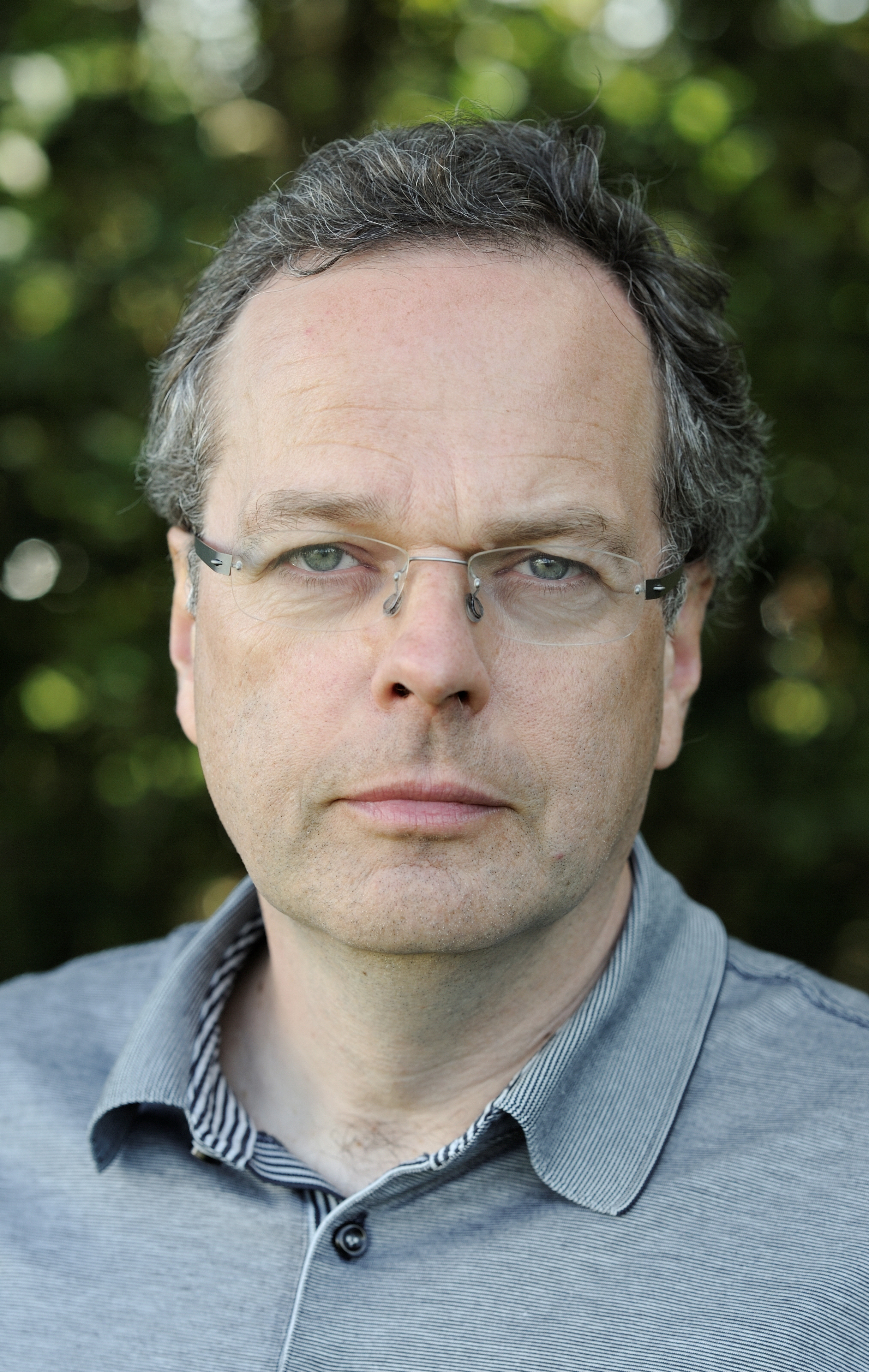
Christian Maintz (2014)

Christian Maintz (* 5. November 1958 in Hamburg) ist ein deutscher Autor, Literatur- und Medienwissenschaftler.

## Leben und Werk
Christian Maintz ist in Hamburg geboren und aufgewachsen. Er studierte Germanistik, Philosophie und Theaterwissenschaft in München und Hamburg. Nach langjähriger Tätigkeit als wissenschaftlicher Mitarbeiter an den Universitäten Hamburg und Mainz lebt er heute als freier Autor und Dozent in Hamburg. Sein jüngerer Bruder ist der Cellist Jens Peter Maintz.
Christian Maintz ist besonders mit komischer Lyrik hervorgetreten; neben eigenen Arbeiten hat er mehrere einschlägige Anthologien zu diesem Genre herausgegeben. Maintz’ Gedichte werden von der Literaturkritik häufig mit den Werken deutscher Komik-Klassiker wie Wilhelm Busch, Christian Morgenstern und Robert Gernhardt verglichen. Bei Lesungsveranstaltungen tritt Christian Maintz oft im Duett mit Partnern wie Harry Rowohlt (2006 bis 2012), Barbara Auer, Nina Petri, Peter Lohmeyer, Gustav Peter Wöhler u. a. auf. Neben seinen literarischen Texten publiziert er auch film- und literaturwissenschaftliche sowie journalistische Arbeiten. Er ist Stiftungsrat der Stiftung Brückner-Kühner.
Jochen Schimmang schrieb über seinen Gedichtband Liebe in Lokalen: „Da gibt es nicht ein einziges Gedicht, das irgendwo ins Stolpern käme oder dessen Endreim verzweifelt aus dem Reimlexikon herausgesucht wäre; alles greift in großer Eleganz ineinander“.

## Publikationen (Auswahl)
Bücher und Hörbücher
- Christian Maintz (Hrsg.): Lieber Gott, Du bist der Boß, Amen! Dein Rhinozeros. Komische deutschsprachige Gedichte des 20. Jahrhunderts. Zürich: Sanssouci, 2000, ISBN  978-3-7254-1173-3.
- Christian Maintz/Oliver Möbert/Matthias Schumann (Hrsg.): Schaulust. Theater und Film – Geschichte und Intermedialität. Münster, Hamburg, London: LIT, 2002.
- Harry Rowohlt & Christian Maintz: Lieber Gott, Du bist der Boss, Amen, Dein Rhinozeros. Live in Barmbek. Hörbuch (Doppel-CD). Zürich: Kein & Aber, 2009, ISBN 978-3-0369-1251-6.
- Christian Maintz (Hrsg.): Kindlein, Ochs und Eselein. Komische Weihnachtsgedichte. Zürich: Kein & Aber, 2009, ISBN 978-3-0369-5270-3.
- Christian Maintz (Hrsg.): Komische Liebesgedichte. Zürich: Kein & Aber, 2010, ISBN  978-3-0369-5273-4.
- Harry Rowohlt und Christian Maintz: Wie seine eigne Spucke schmeckt, das weiß man nicht. Texte von Joachim Ringelnatz. Live in Eppendorf. Hörbuch (Doppel-CD). Zürich: Kein & Aber, 2010, ISBN 978-3-0369-1262-2.
- Christian Maintz: Liebe in Lokalen. Gedichte. München: Antje Kunstmann, 2016, ISBN 978-3-95614-093-8.
- Christian Maintz (Hrsg.): Vom Knödel wollen wir singen. Kulinarische Gedichte. München: Antje Kunstmann, 2018, ISBN 978-3-95614-256-7
- Christian Maintz: Ich weiß nicht, was ich bin – ich schreibe das gleich hin. Anmerkungen zur komischen deutschsprachigen Lyrik. Edition Wege durch das Land. Detmold 2022.

Aufsätze (Auswahl)
- „Gottes Antwort an Hiob.“ Woody Allens Mädchen und Frauen. In: Susanne Marschall/Norbert Grob (Hrsg.): Ladies, Vamps, Companions. Schauspielerinnen im Kino. Drittes Symposium (1999). St. Augustin 2000. S. 161–182.
- Komik im Verlagsprogramm. Eine kleine Publikationsgeschichte der ‚Neuen Frankfurter Schule’. In: Ludwig Fischer (Hrsg.): Programme und Programmatik. Kultur- und medienwissenschaftliche Studien. Konstanz 2005. S. 166–179.
- „Könntest du einen Mann lieben, der so klein ist wie ich?“ Der Körper des Komikers – die Komik des Körpers. In: Knut Hickethier (Hrsg.): Komiker, Komödianten, Komödienspieler. Remscheid 2005. S. 38–53.
- Flüstern und Schreien … Grenzsituationen in Ingmar Bergmans Filmen. In: Bernd Kiefer/Marcus Stiglegger (Hrsg.): Grenzsituationen spielen. Remscheid 2006. S. 77–93.
- Zur Geschichte der Elchkritik. Institutionen der Hochkomik – die „Neue Frankfurter Schule“. In: Friedrich Block/Rolf Lohse (Hrsg.): Wandel und Institution des Komischen. Ergebnisse des Kasseler Komik-Kolloquiums. Bielefeld 2013. S. 231–256.
- „Der Wind hat mir ein Lied erzählt.“ Diegetische Musik im filmischen Melodram. In: Ivo Ritzer/Peter Werner Schulze (Hrsg.): Transmediale Genrepassagen. Interdisziplinäre Perspektiven. Wiesbaden 2015. S. 195–209.
- „Mit dem Fuß, so weit, so weit ...“ – Ror Wolfs Fußball-Lyrik. In: Friedrich Block (Hrsg.): Kunst & Komik. Ergebnisse des Kasseler Komik-Kolloquiums. Bielefeld 2016. S. 193–219.
- Komik mit lyrischen Mitteln. In: Uwe Wirth (Hrsg.): Komik. Ein interdisziplinäres Handbuch. Stuttgart 2017. S. 234–249.
- „Vom Efeu können wir viel lernen“. Die komische Lyrik der Neuen Frankfurter Schule. In: Tom Kindt/Susanne Kaul (Hrsg.): Medienästhik der Komik. Paderborn 2023. S. 77–107.
- „Vom Knödel wollen wir singen“. Kulinarik im komischen Gedicht. In: Friedrich Block/Nils Jablonski (Hrsg.): Komik der Lüste. Ergebnisse des Kasseler Komik-Kolloquiums. Bielefeld 2023. S. 179–208.
- „Die Gottesgabe, sich auf lustige Weise Feinde zu machen.“ Gerhard Henschel und die Neue Frankfurter Schule. In: edition text + kritik, Heft 240: Gerhard Henschel. Hrsg. von Laura Schütz. München 2023. S. 22–41.
- „Die Sprache an und Pfirsich.“ F.W. Bernsteins komische Lyrik. In: David Röhe, Sina Röpke (Hrsg.): Der Zürcher Haffmans Verlag als verlegerisches Großprojekt. Stuttgart 2024. S. 141–163.

## Auszeichnungen
- 2002   Wilhelm-Busch-Preis für humoristische Versdichtung, Stadthagen (1. Preis)[2]
- 2005   Wilhelm-Busch-Preis für humoristische Versdichtung, Stadthagen (2. Preis)[3]
- 2008   Menantes-Literaturpreis für erotische Dichtung (Publikumspreis), Wandersleben[4]
- 2009   Wilhelm-Busch-Förderpreis, Stadthagen[5]
- 2016   SWR2 „Buch der Woche“ vom 20. Juni 2016 (Liebe in Lokalen)[6]